# Meetshoven
Het Meetshovenbos of Meetshoven is een natuurgebied in de Belgische gemeente Aarschot. Het gebied is 57 hectare groot en is in beheer bij het Agentschap voor Natuur en Bos.

## Beschrijving
Meetshoven is voornamelijk een bosgebied ten noorden van de stad Aarschot. In het oosten grenst het natuurgebied aan woonwijken en in het westen aan verschillende kleinschalige percelen. De rivier de Demer ligt ongeveer één kilometer ten zuiden van Meetshoven. Het beheer van het gebied is erop gericht om het huidige bosbestand om te vormen tot een natuurlijk bomenbestand, zonder hiervoor al te drastisch in te moeten grijpen. In 2023 werd er een winterverblijfplaats voor vleermuizen gebouwd. 

## Fauna
In Meetshoven komen verschillende vogelsoorten voor zoals buizerd, sperwer, torenvalk, verschillende spechten- en mezensoorten.